# Janko Jurković
Janko Jurković (Požega, 21 settembre 1827 – Zagabria, 20 marzo 1889) è stato uno scrittore e giornalista croato.

## Biografia
Figlio di Ivan e di Magdalene Körmend, Jurković studiò nelle scuole elementari e superiori di Požega, 
dopodiché si trasferì a Zagabria dal 1842 al 1848 per frequentare i corsi di teologia e di filosofia, infine a Vienna dal 1853 al 1855 si iscrisse a filologia e a giurisprudenza.
Jurković svolse numerose attività e mestieri, difatti fu insegnante di latino e di croato al liceo di Zagabria (1852-1855), oltreché al ginnasio di Osijek (1855-1860), lavorò come pubblico ufficiale, come ispettore della scuola secondaria a Zagabria (dal 1865), come consulente del Dipartimento di Istruzione (dal 1869).
Il suo esordio letterario avvenne con il significativo racconto Pavao Čuturić (1855), dopodiché l'autore si dedicò alla stesura di novelle umoristiche, tra le quali Anche per questo c'è rimedio (Ima i tomu lieka), Mecenati di campagna (Seoski mecenati), Memento bellico del vecchio Ivan (Ratni memento starca Ivana).
Le opere di Jurković si caratterizzarono per la descrizione accurata, umoristica e realistica del mondo piccoloborghése e della realtà quotidiana.
Jurković scrisse numerosi feuilletons, stilisticamente raffinati, come ad esempio Tuscolaniadi (Tuskulaniade), che derivò il suo nome dall'opera filosofica Tusculanae disputationes di Cicerone.
Jurković si distinse per i drammi storici, per le tragedie e per le commedie, incentrate su argomenti popolari, tra le quali si possono menzionare Fare il compare (Kumovanje), L'ultima notte (Posljednja noć) e Gli omonimi (Imenjaci).
Anche nella saggistica sulla letteratura, sul teatro e sull'estetica, i lavori di Jurković si dimostrarono importanti; tra gli scritti dell'autore si possono enumerare Le mie teorie (Moja o kazalištu, 1855), Pensieri sulla lingua (Misli o jeziku, 1855), Lettera ad un giovane amico sulla professione dello scrittore (Pismo nekomu mladome prijatelju o spisateljskom zvaniu, 1862). Inoltre scrisse diari di viaggio, tra i quali Zagabria-Novi Sad (Zagreba do Novoga Sada, 1862) e opere a tematica storica, come Timotija Patkov (1872).
Jurković si dedicò alla letteratura per ragazzi, intrisa di intense aspirazioni nazionali e romantiche.
Jurković collaborò con le riviste letterarie Katoličkom listu (dal 1849), Gajevim Narodnim (dal 1853) e Naše gore list (dal 1861).
Jurković fu membro dell'Accademia croata delle Scienze e delle Arti di Zagabria.
Morì il 20 marzo 1889 e venne sepolto nel cimitero Mirogoj di Zagabria.